# Van der Waalsovy síly

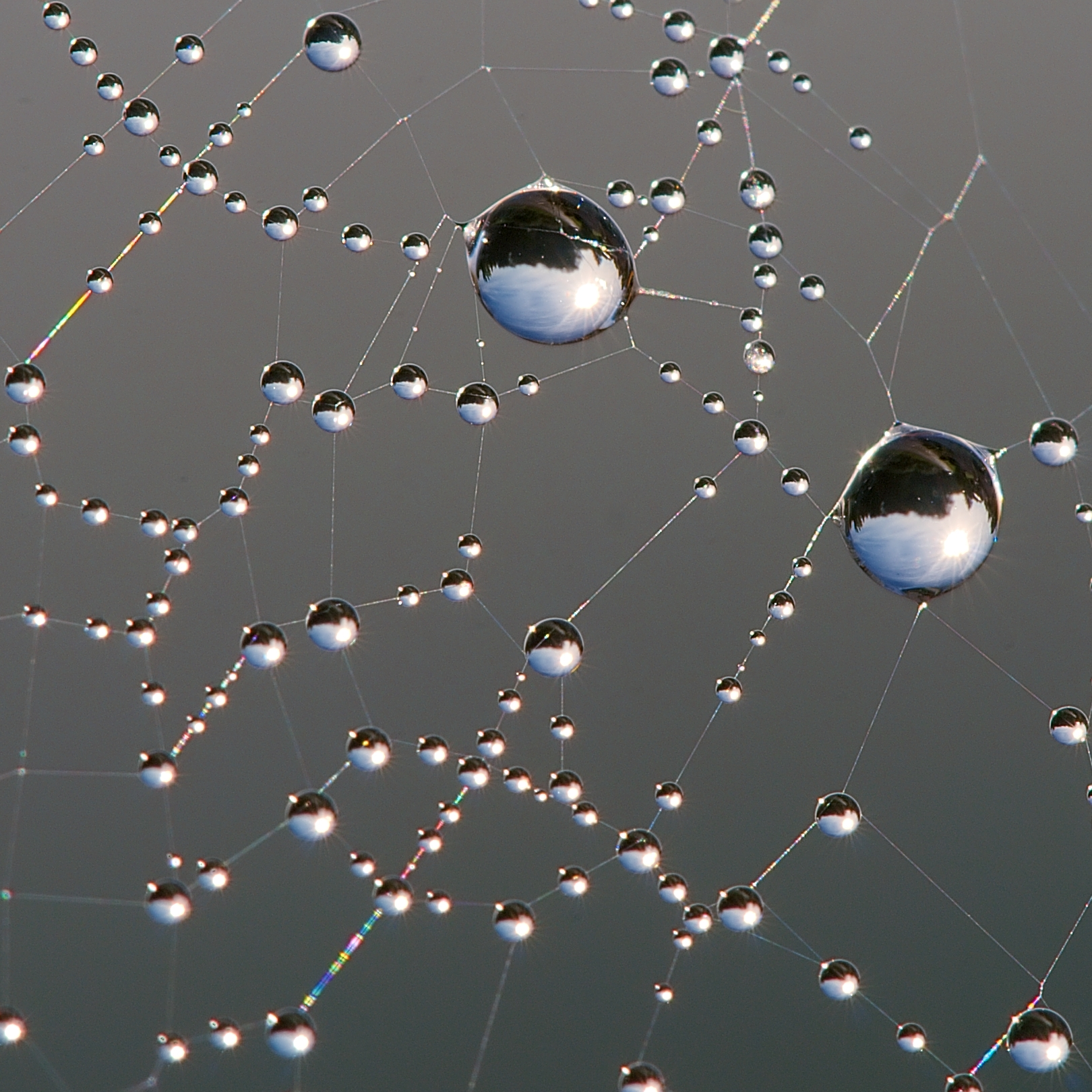
Adheze - kapky vody na pavučině (Van der Waalsovy síly jsou jednou z příčin adheze)

Van der Waalsovy síly jsou elektrostatické přitažlivé nebo odpudivé síly (interakce) mezi molekulami, které jsou způsobeny jejich vzájemným elektromagnetickým ovlivňováním. Jsou poměrně slabé a závislé na vzdálenosti. Rychle mizí při větších vzdálenostech mezi interagujícími částicemi. Na rozdíl od iontových nebo kovalentních vazeb tyto síly nevyplývají z chemické vazby.

Velikost odpudivých i přitažlivých van der Waalsových sil závisí na vzdálenosti molekul, mezi kterými vznikají. Odpudivé síly jsou způsobeny elektrostatickou repulzí elektronových oblaků molekul, která je výrazná pouze při těsném přiblížení molekul k sobě. Přitažlivé síly lze podle vzniku elektrostatických sil mezi molekulami rozdělit na tři typy:

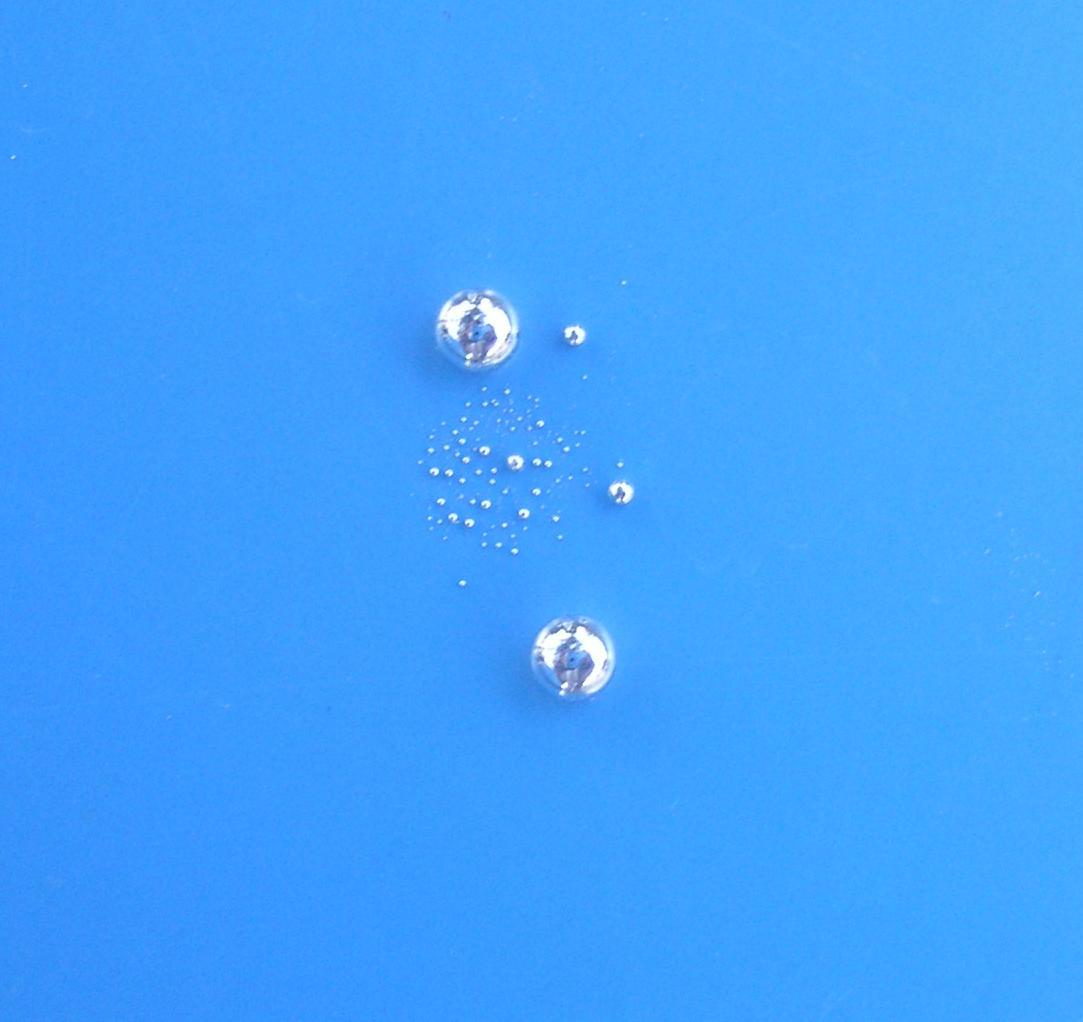
Koheze - kapky rtuti na podložce (Van der Waalsovy síly jsou jednou z příčin koheze)

- Coulombické síly (Keesomovy síly) – vznikají mezi dvěma polárními molekulami, jejich fyzikální příčinou jsou elektrostatické síly mezi permanentními dipóly molekul.
- Indukční síly (Debyeovy síly) – vznikají mezi polární a nepolární molekulou, jejich fyzikální příčinou jsou elektrostatické síly mezi permanentním dipólem molekuly působícím na jinou molekulu.
- Disperzní síly (Londonovy síly) – vznikají mezi nepolárními molekulami, jejich fyzikální příčinou jsou elektrostatické síly mezi dočasným dipólem molekuly působícím na jinou molekulu.

Van der Waalsovy síly jsou pojmenované po nizozemském fyzikovi Johannesi Dideriku van der Waalsovi, který tyto síly poprvé popsal v roce 1873. Prokázal existenci sil, které působí na úrovni molekul a způsobují vnitřní tlak v kapalinách. Pochopil, že nejsou klasickou chemickou vazbou (například kovalentní nebo iontová). Podařilo se mu také nalézt vztah mezi objemem, tlakem a teplotou plynů a kapalin.
Van der Waalsovy síly jsou základem mnoha vlastností anorganických i organických sloučenin včetně jejich rozpustnosti v polárních a nepolárních roztocích. Hrají důležitou roli při kohezi (soudržnost), adhezi (přilnavost k povrchům), tření a kondenzaci. Znalosti o nich využívají obory, jako je supramolekulární chemie, strukturální biologie, věda o polymerech, nanotechnologie nebo fyzika kondenzovaných látek.
Van der Waalsovy síly jsou jedněmi z mezimolekulových interakcí, kterých existuje celá řada. Patří mezi ně například vodíková vazba, iontově-dipólové síly a iontově indukované dipólové síly, halogenová vazba a jí obdobné vazby - chalkogenová, pniktogenová a tetrelová a patrové interakce.

## Charakteristika van der Waalsových sil
- Jsou to slabší síly než běžné kovalentní a iontové vazby.
- Jsou to síly krátkého dosahu, působí pouze mezi nejbližšími částicemi.
- Zvětšují se s kratší vzdáleností molekul a zmenšují s větší vzdáleností.
- Jsou aditivní povahy, mohou se proto skládat z několika individuálních interakcí.
- Nemají žádnou směrovou charakteristiku.
- Jsou nezávislé na teplotě (kromě dipól-dipólových interakcí).

## Příčiny vzniku van der Waalsových sil
- Příčiny vzniku Van der Waalsových sil souvisejí s pojmy polarita molekul, elektrický dipól a dipólový moment, které je způsobují.
- Výskyt elektronu v atomu a molekulách nelze přesně určit, v každém určitém okamžiku se nachází v oblasti elektronového mraku. Jeho výskyt v atomu popisuje hustota elektronového náboje. Pokud je přebytek elektronů v určité oblasti a v druhé je jejich nedostatek, vytvoří se elektrický dipól.
- Molekuly dělíme podle velikosti jejich elektrického dipólu a elektronegativity atomů, ze kterých jsou složené, na molekuly s iontovou vazbou, polární a nepolární vazbou. V polárních nebo iontových vazbách jsou vazebné elektrony přitahovány k atomu s vyšší elektronegativitou. To dává molekule náboj trvalý (anglicky permanent) nebo dočasný (anglicky temporary).
- Vzájemným ovlivňováním iontových, polárních a nepolárních molekul vznikají Van der Waalsovy síly, které jsou způsobeny jejich přitahováním nebo odpuzováním, tedy jejich vzájemným elektromagnetickým ovlivňováním.

## Typy van der Waalsových sil

### Coulombické síly

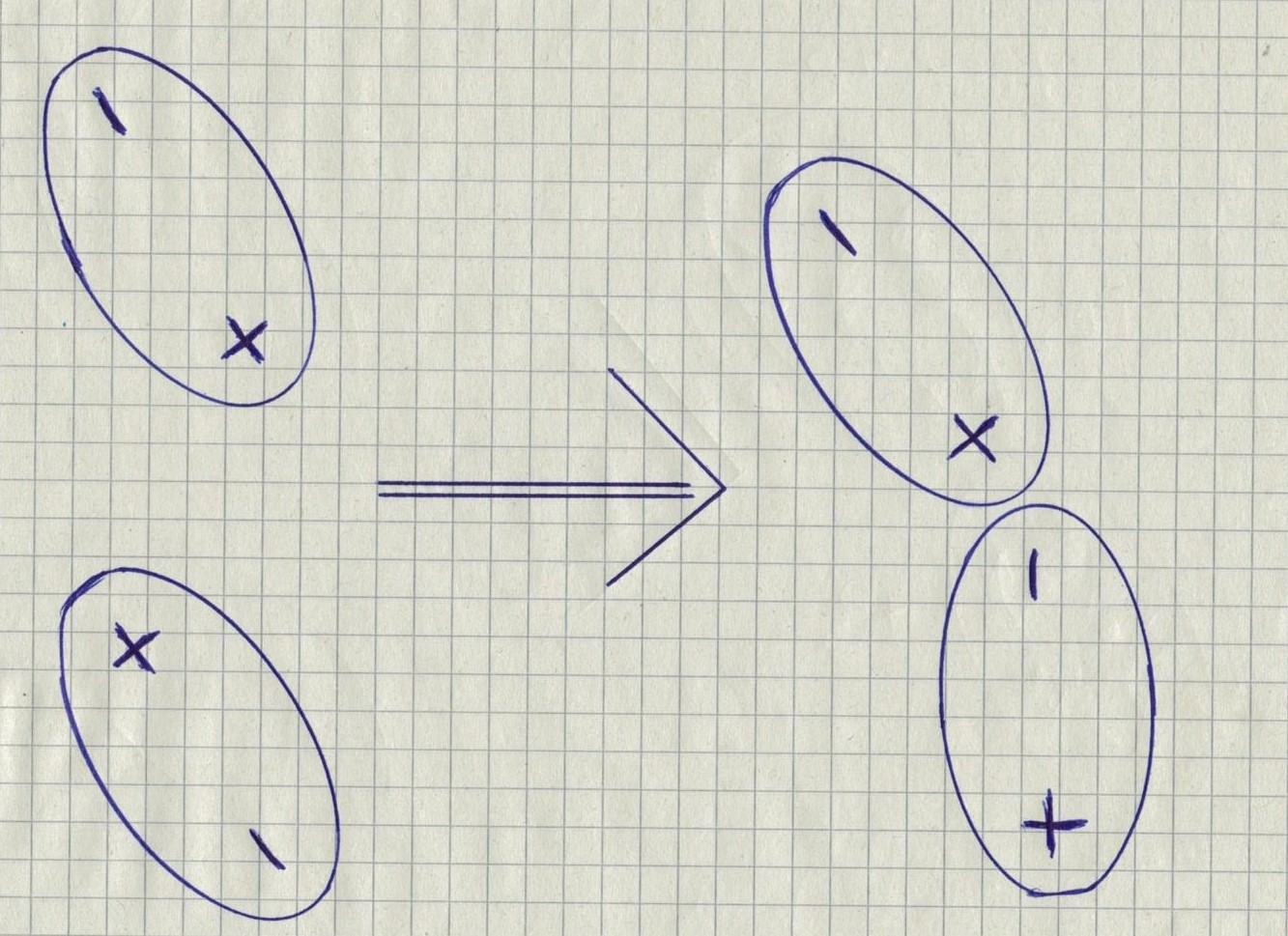
Působení Coulombické síly mezi dvěma polárními molekulami

Coulombické síly se také nazývají dipól-dipólové síly, dipól-dipólové interakce, Keesomovy síly nebo Keesomovy interakce. Někdy se sem řadí i interakce typu ion-dipól.
Coulombické síly jsou způsobené vzájemným působením mezi polárními molekulami, které mají trvalý elektrický dipólový moment. Jejich velikost závisí na vzdálenosti a relativní orientaci dipólu.
V polárních vazbách jsou vazebné elektrony přitahovány k atomu s vyšší elektronegativitou. To dává molekule trvalý záporný a kladný náboj. Jedná se tedy o elektrostatické přitahování opačných nábojů.
Coulombické síly jsou silnější než indukční a disperzní síly.

### Indukční síly

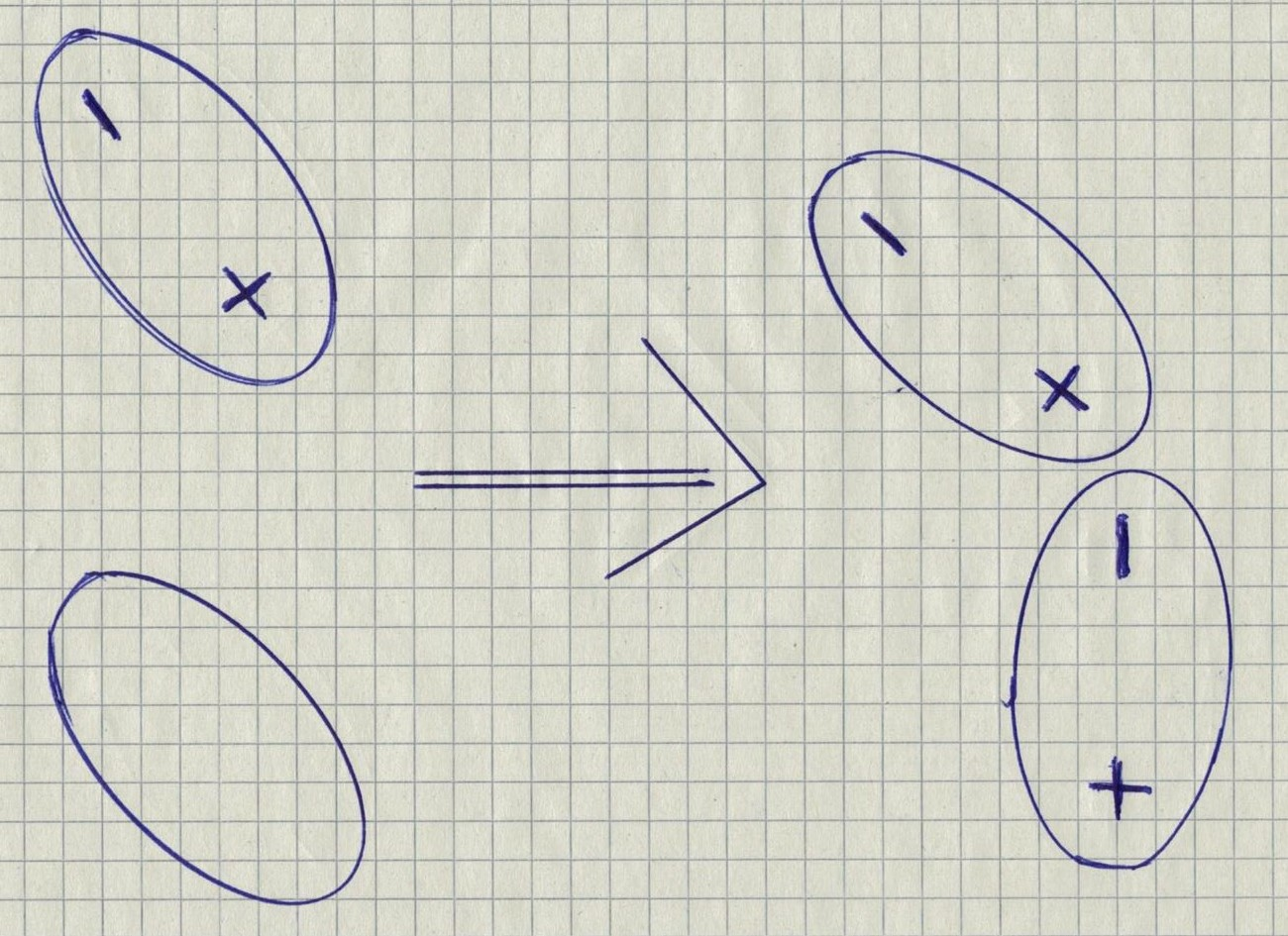
Působení indukční síly mezi polární a nepolární molekulou

Indukční síly se také nazývají Debyeovy síly nebo polarizace.
Indukční síly jsou způsobené trvale polarizovanou molekulou, která polarizuje ostatní nepolární (někdy i polární) molekuly. Jedná se o elektrostatické přitahování opačných nábojů v molekulách, ve kterých dochází k deformaci elektronového obalu, a tím ke vzniku indukovaného dipólového momentu.
Pokud mají molekuly, které na sebe působí, svůj permanentní dipólový moment, pak se oba momenty vektorově sčítají. Dochází k zesílení soudržných sil, což se nazývá Debyeův efekt.
Indukční síly jsou mnohem slabší než Coulombické síly, ale silnější než disperzní síly.

### Disperzní síly

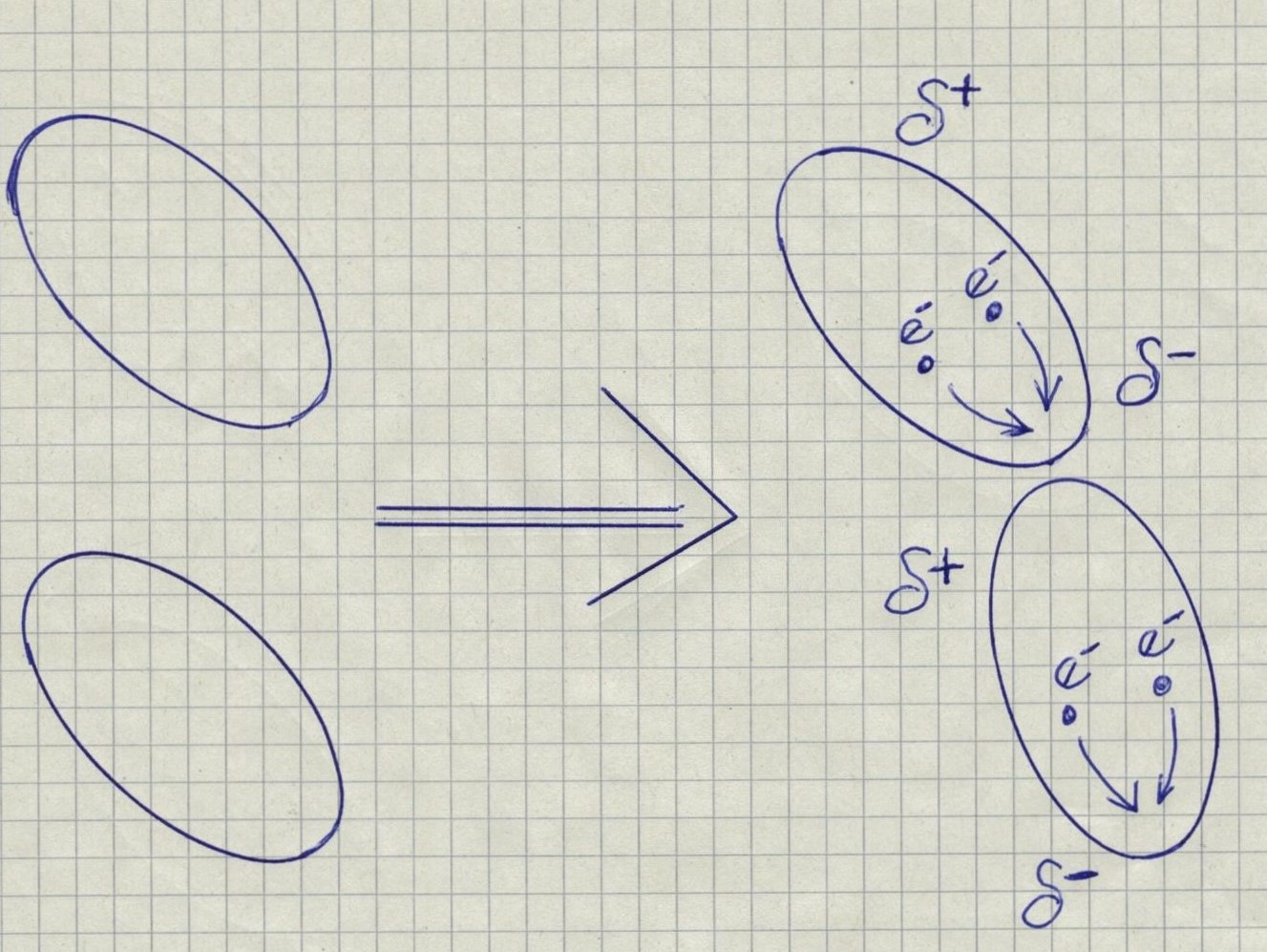
Působení disperzní síly mezi dvěma nepolárními molekulami za vzniku dočasných dipólů

Disperzní síly se také nazývají Londonovy síly a jsou nejvýznamnější z van der Waalsových sil. Jedná se o elektrostatické síly mezi dočasným dipólem molekuly působícím na jinou molekulu.
Vznikají mezi nepolárními molekulami, ve kterých dochází ke vzniku dočasného dipólu v důsledku nenulových okamžitých dipólových momentů všech atomů a molekul. Tyto interakce jsou tedy způsobeny náhodnými fluktuacemi elektronové hustoty v elektronovém oblaku.
I v nepolárních molekulách dochází díky pohybu elektronů ke vzniku slabých, rychle oscilujících (kmitajících) dipólů, i když v průměru je elektronová hustota v nepolární molekule rozložena rovnoměrně. Pokud se k sobě dvě molekuly přiblíží, bude tato oscilace synchronizována tak, že se jejich oscilující dipóly budou přitahovat.
Disperzní síly jsou nejvýznamnější z van der Waalsových sil, protože všechny materiály jsou polarizovatelné. Zatímco Coulombovy a Debyeho síly vyžadují trvalé dipóly, disperzní interakce jsou univerzální a přítomné i v interakcích atom–atom. Disperzní síly jsou slabší než Coulombické a indukční síly.